# ひきずり

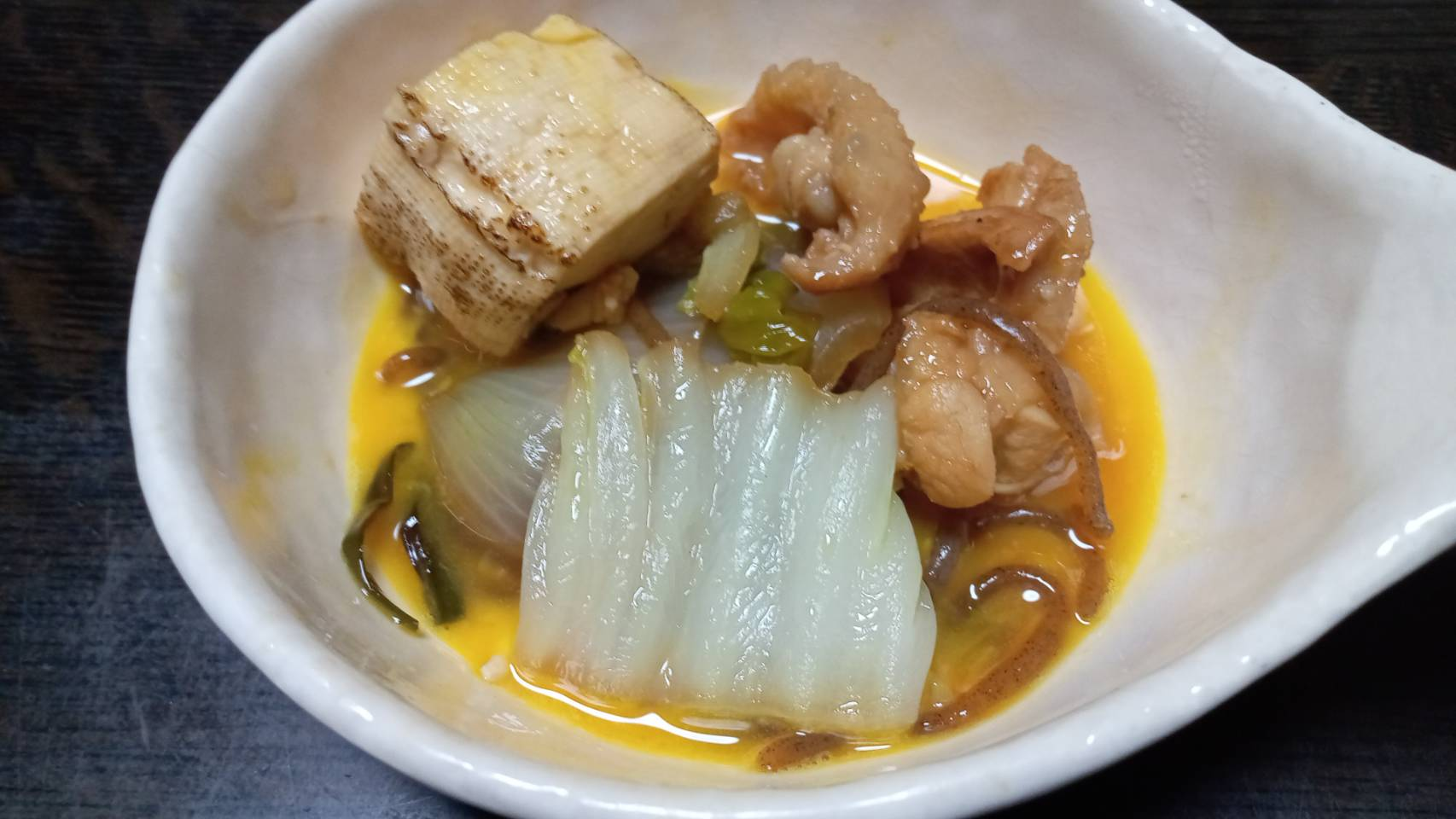
鶏のすき焼き

ひきずりあるいはひきずり鍋とは、鶏肉を使ったすき焼き。鶏肉以外も含めたすき焼き全般を「ひきずり」と呼ぶ場合もあり、鶏肉を使ったものを「かしわのひきずり」とも呼ぶ。

## 概要
主に愛知県、特に名古屋市など尾張地方の郷土料理。愛知県では古くからニワトリの飼育が盛んな地域であり、鶏肉には主に名古屋コーチンが用いられる。名称の由来は「鍋の中で肉を引きずって食べた」や「もう一度食べたくなる、引きずるほどの美味しさ」など様々な説がある。岐阜県では「ひこずり」とも呼ばれる。
1970年頃までは「ひきずり」が祭りや祝いの席で食べられており、特に「過去を引きずらないように」との理由で大晦日の夜に食べられる縁起物とされていた。近年では「ひきずり」に代わって一般的な牛肉のすき焼きが広まっているが、東海地方では関東・関西と比較して大晦日にすき焼きを食べる家庭の割合が多い傾向が見られる。